# Браун, Ада
Ада Браун (англ. Ada Brown; 1 мая 1890—30 марта 1950) — американская блюзовая певица. Наиболее известна соими записями песен «Ill Natural Blues», «Break O' Day Blues» и «Evil Mama Blues».

## Биография
Ада Скотт Браун родилась в Канзас-Сити, в штате Канзас. Её кузен Джеймс Скотт был композитором и пианистом в стиле регтайм. Начинала свою карьеру играя в мюзиклах и исполняя водевили. В 1926 году вместе с Бенни Мотеном записала песню «Evil Mama Blues», выдержанную в стиле раннего Канзас-Сити джаза. Также провела ряд гастролей с такими известными бэнд-лидерами как, Джордж И. Ли.
В 1936 году основала Негритянскую гильдию актёров Америки. В конце 1930-х годов выступала в лондонском театре «Лондон Палладиум», в Великобритании и на Бродвее. В 1943 году пела вместе с Фэтсом Уоллером в фильме «Штормовая погода», а также дала вместе с ним концерт в Harlem to Hollywood, в сопровождении Харри Свэннагана. Две песни Браун («Break O’Day Blues» и «Evil Mama Blues») вошли в сборник Ladies Sing the Blues.
Скончалась в Канзас-Сити от болезни почек в марте 1950 года.